# إيرميلو
إيرميلو Ermelo  هي مدينة وبلدية بمقاطعة خيلدرلند، هولندا.

## طوبوغرافيا
خريطة طوبوغرافية هولندية لبلدية إيرميلو، يونيو 2015، (تقرأ بعد ثلاث نقرات على الخريطة).

## معرض الصور

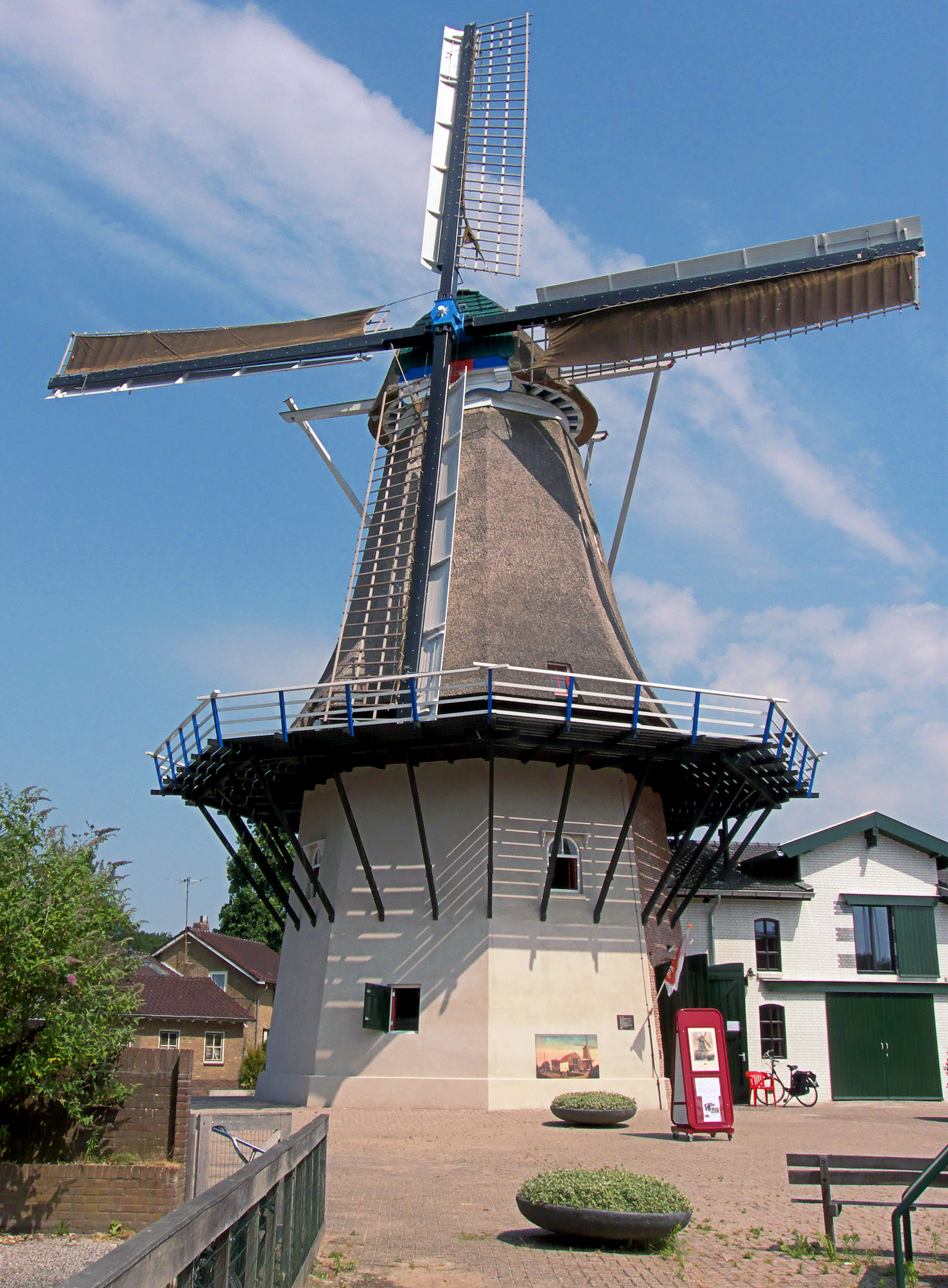
طاحونة هوائية
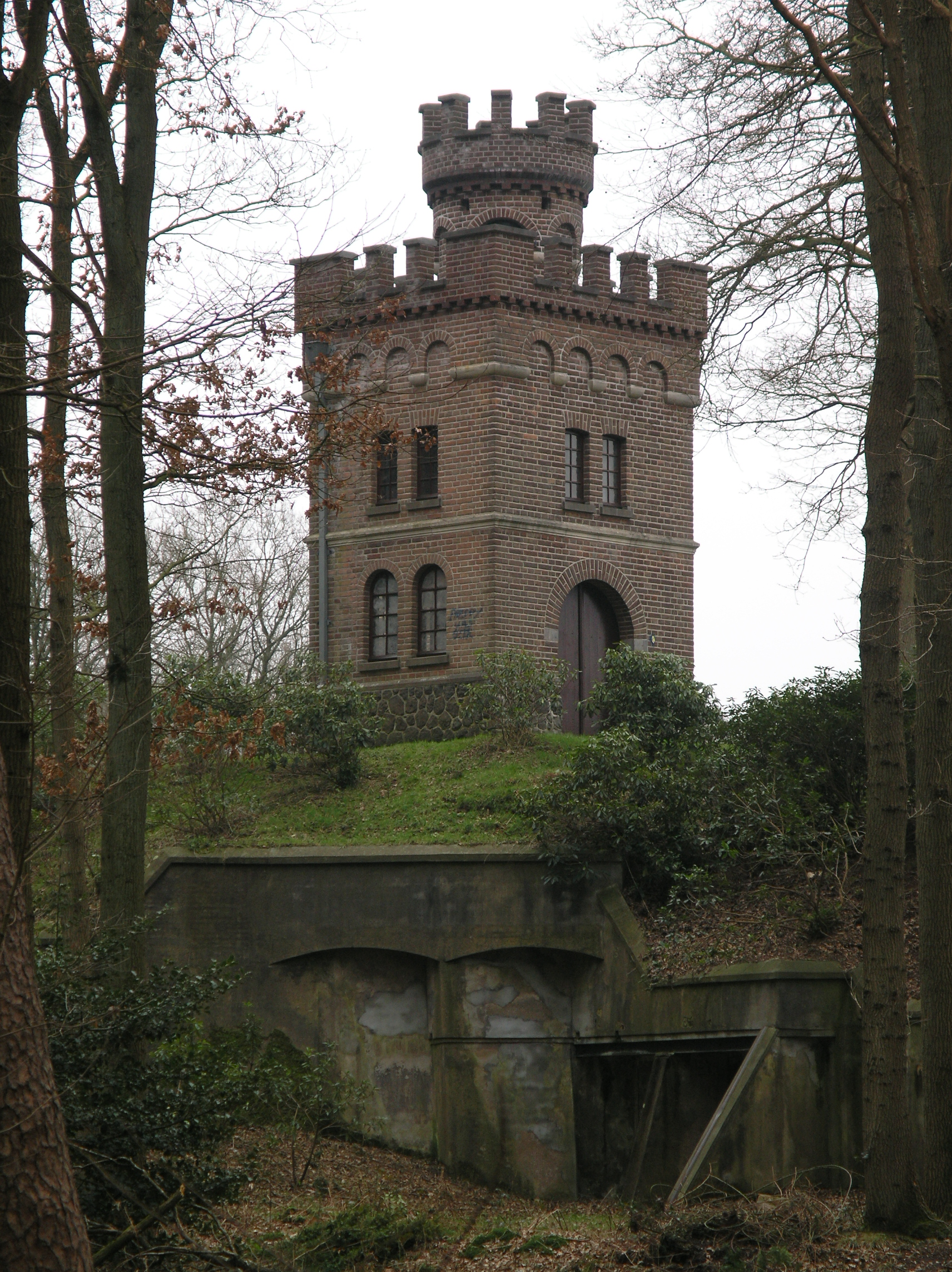
برج مياه إيرميلو
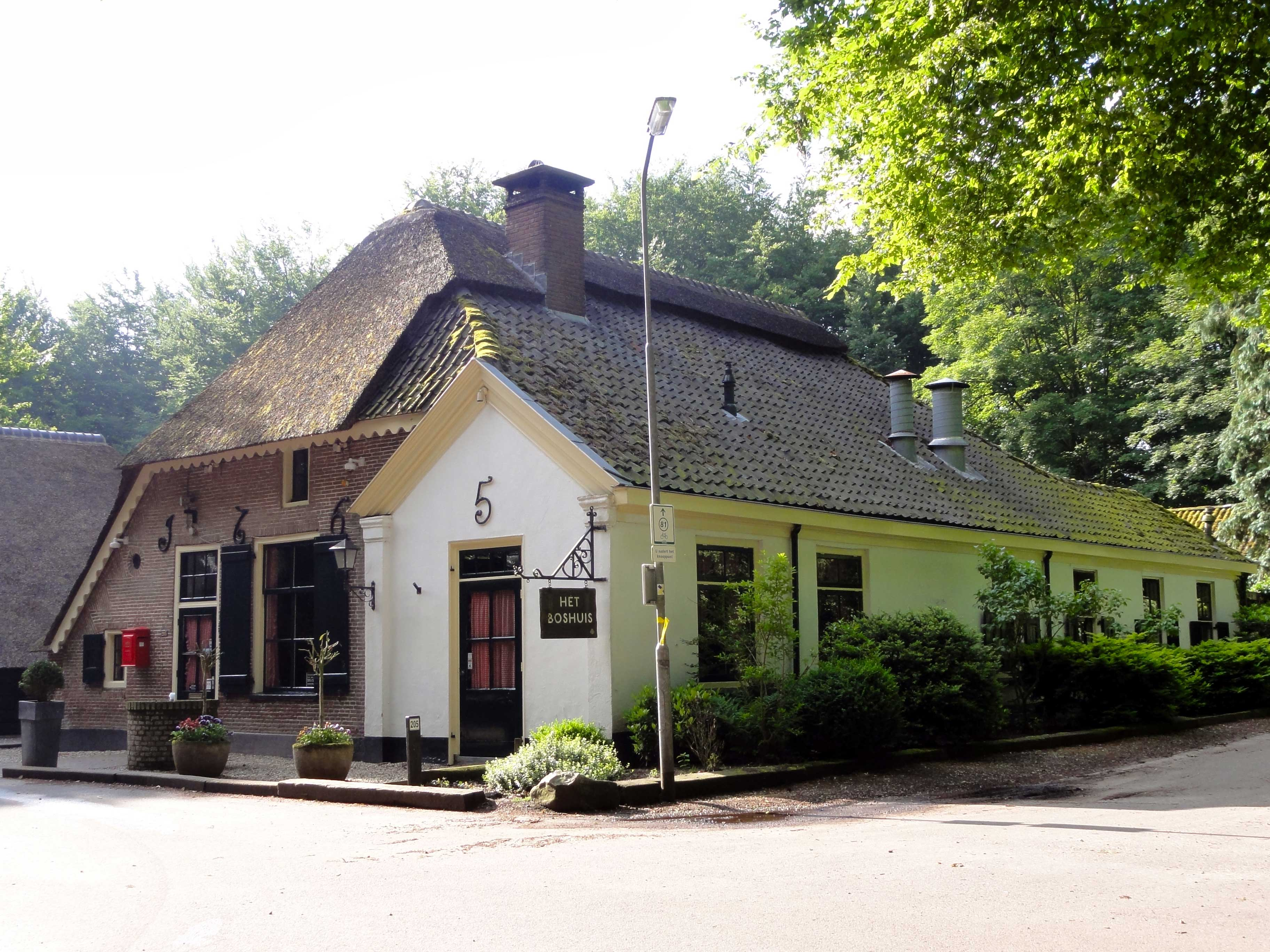
"منزل هيت بوس"

## أعلام
- مارتن فان دير سبويل
- ريتشارد كلينهامر
- رونالد بيتلير
- آرت فيرهوتين
- فيدور دن هيرتوغ